# Dichagyris eremica
Dichagyris eremica là một loài bướm đêm trong họ Noctuidae.